# Мшатка-Кая
Мша́тка-Кая́, Мша́тка-Каясы́ (крымскотат. Mşatka Qayası, Мшатка Къаясы) — гора Главной гряды Крымских гор, расположена в районе над посёлком Форос в Крыму. Высота над уровнем моря Мшатка-Каясы — 651 метр, Мшатка-Восточный — 625 метров.

## Описание
Южный склон обрывистый, местами вертикальный, выделяются отдельные зубцы, северный склон более пологий, переходит в Байдарскую яйлу. Сложена из верхнеюрских мраморовидных известняков. Непосредственно у южного подножия проходит Старое Севастопольское шоссе Т 2701 по классификации Украины,35Р-022 по классификации России.

Именем селения Мшатка (Южное) и горы назван астероид (5807) Мшатка (Mshatka) QA4 открытый в 30 августа 1986 года крымским астрономом Черных Л. И.

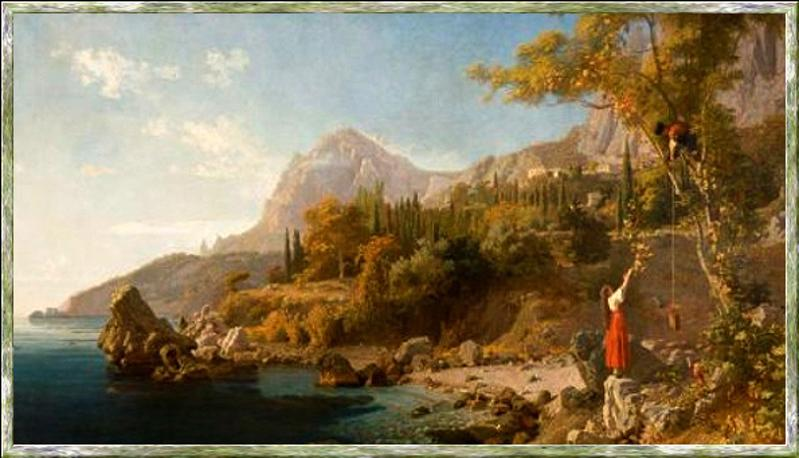
И. П. Келлер Имение Мшатка с видом на Байдарские ворота. 1875 год. Справа сверху подножие стены Мшатка-каясы
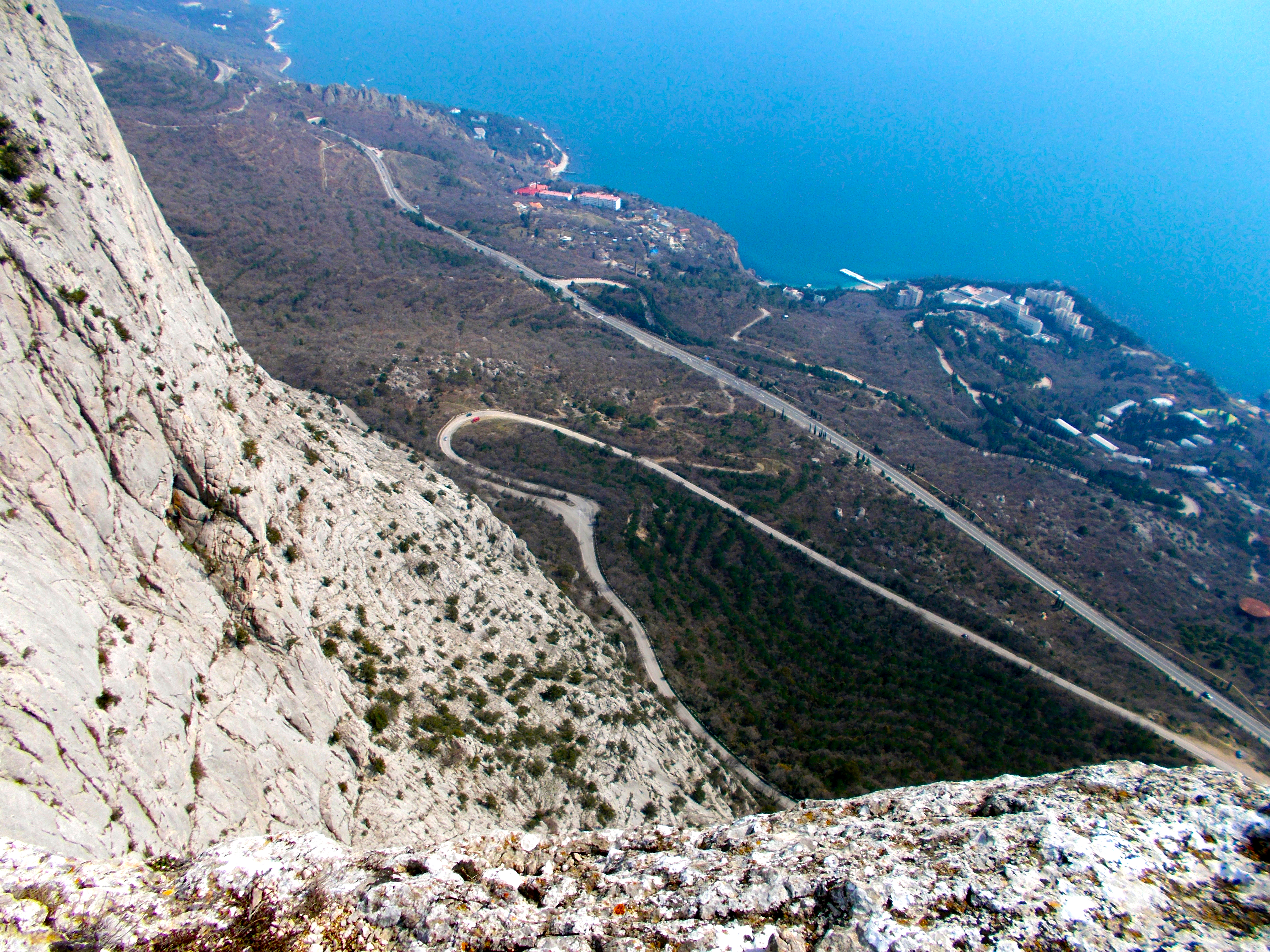
Старое Севастопольское шоссе у подножия Мшатка-Кая
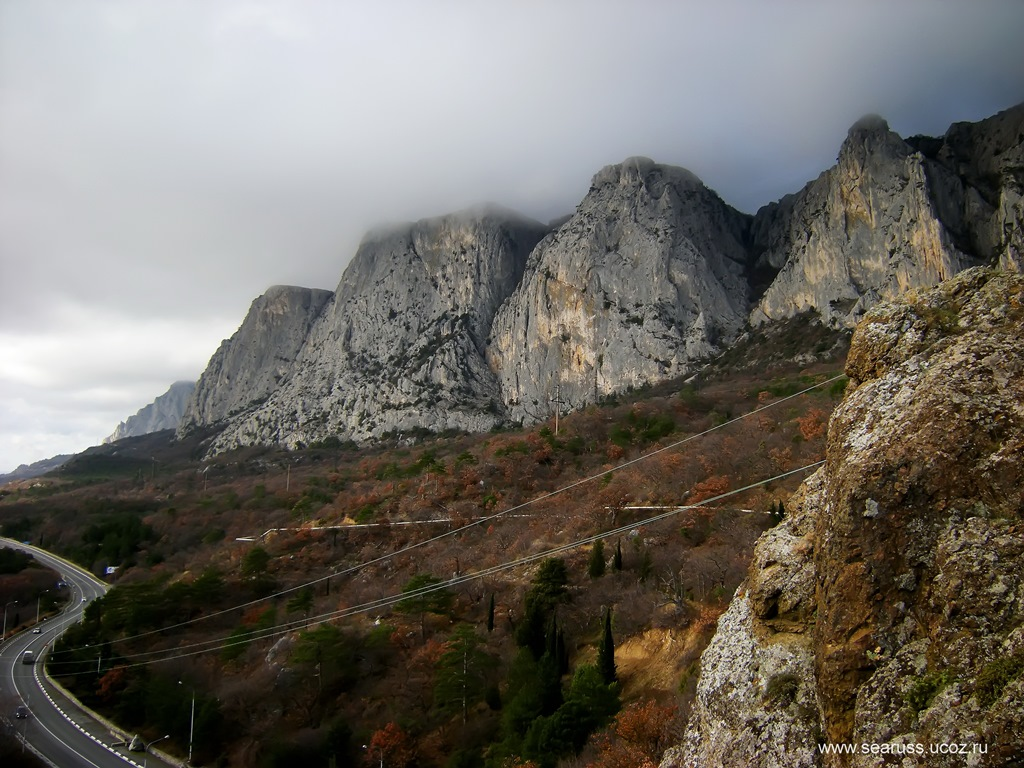
Мшатка-Кая, южная стена, слева внизу Новое шоссе Севастополь-Ялта

## Скалолазание
Место для занятия скалолазанием, двенадцать маршрутов различной категории сложности.
Маршруты:
- «Вилка» 2Б, III, 200 м, первовосходители К. Рыбалко — В. Хитриков, 1973
- «Филатовская» 3Б, III (F5a, 20м), 300м, первовосходители В. и А. Волкодавы и Е. Филатова, 1972
- «Ухо» 4A, F4c, 220м
- «Триангуляция» 4Б, V, 265м
- «Стрелка» 5А, V+, A2, 280м
- «Каскад» 5Б, 6b, A3, 370 м, первовосходители А. Лавриненко — Т. Цушко, Одесса
- «Маршрут Лишаёва» 5Б, VI, A3, 270 м, первовосходитель Юрий Лишаёв
- «Рыжий вывал» 5Б, VI, A3, 260 м, первовосходитель Юрий Лишаёв
- «Треугольник слева» 3Б, IV+, 270м
- «Треугольник по центру» 4А, IV+, 310 м, первовосходители А. Волкодав — М. Быстрицкий, 1973
- «Треугольник справа» 3Б, IV+, 240м
- «Четвёрка» 4А
- По центру восточного бастиона 5А, V, 230м